# Friederic Adolph
Friederic Adolph var ett av Ostindiska kompaniets fartyg, som for till Kanton fyra gånger under perioden 1753–1761. Det hade 398 läster, 26 kanoner och rymde 130 man. Det byggdes på varvet Terra Nova. Fartyget förliste den 3 september 1761 utanför Dongshaöarna i Kinesiska sjön.

## Resor
1. Kanton, december 1753 – juni 1755[1]
2. Kanton, februari 1756 – 1757[2]
3. Kanton, 25 februari 1759 – 20 augusti 1760
4. Kanton, 11 februari 1761, förlist 3 september 1761[3][4]